# كهف فردوس بيت
كهف فردوس بيت (بالإنجليزية: Pete's Paradise Cave)‏ هو كهف يقع ضمن أقاليم ما وراء البحار البريطانية في منطقة جبل طارق التابعة للتاج البريطاني.